# Kelchsteine
Přírodní památka Kelchsteine (volně přeloženo Kalichy, německy Naturdenkmal Kelchsteine) je skupina pískovcových skal  v  Chráněné krajinné oblasti Žitavské hory, která je součástí Přírodního parku Žitavské hory (Naturpark Zittauer Gebirge). Jedná se o skupinu pískovcových skalních věží, z nichž nejznámější je Kelchstein (Kalich), samostatně stojící skála ve tvaru skalního hřibu. Skály se nacházejí poblíž česko-německé státní hranice na území obce Oybin v zemském okresu Zhořelec v Sasku. 

## Popis lokality

### Geografická poloha

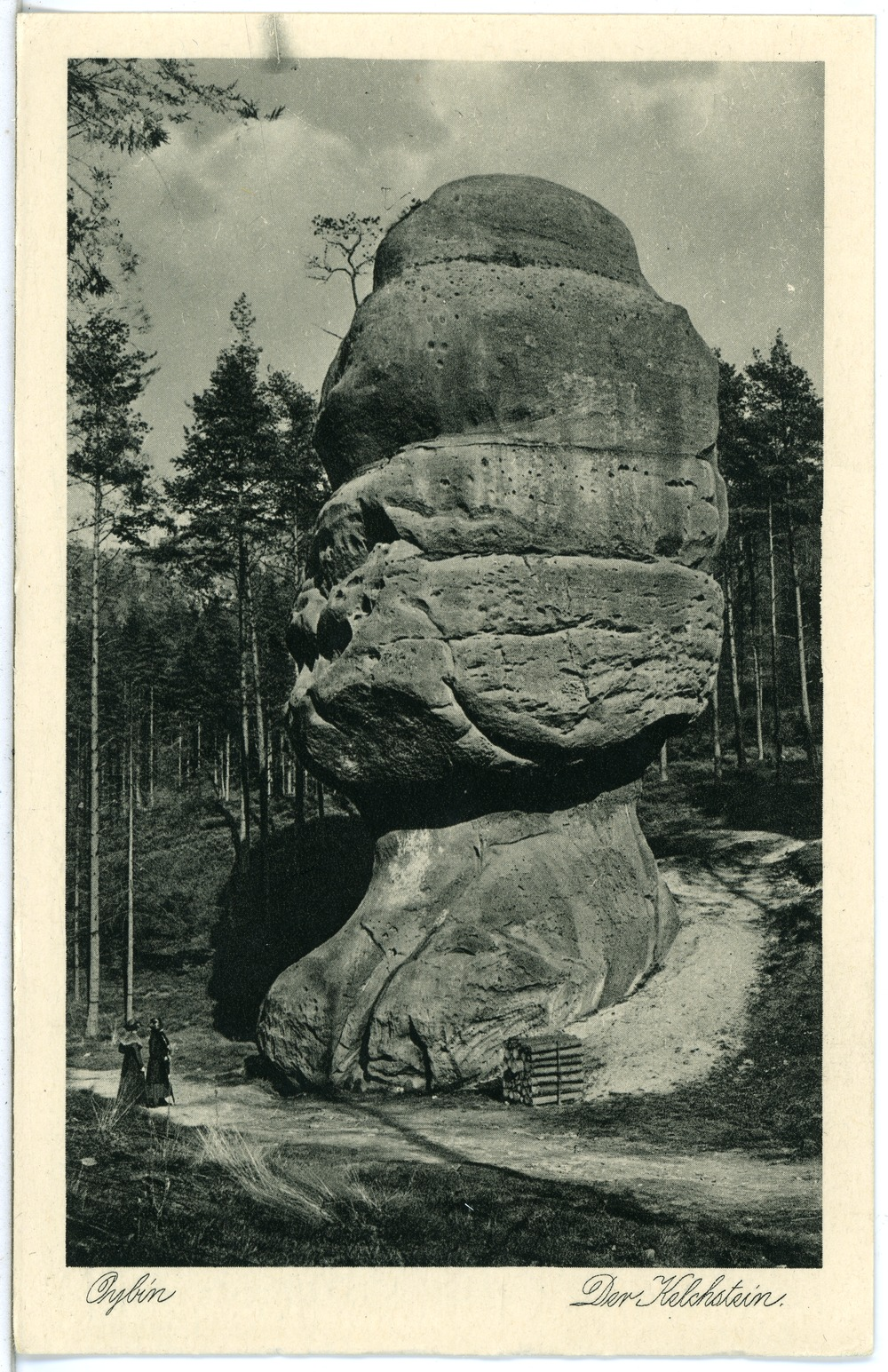
Pohlednice z roku 1925

Kelchsteine se nacházejí v nadmořské výšce zhruba 470 metrů v severní části geomorfologického celku Lužické hory, které jsou na území Saska označovány jako Žitavské hory (Zittauer Gebirge). 
Skupina skal se tyčí poblíž silnice, která vede z Oybinu k česko-německé hranici (přechod pro pěší Kammloch), odkud se silnice stáčí dále na východ do letoviska Lückendorfu. Od jižního okraje Oybinu jsou Kelchsteine vzdáleny necelých 500 metrů vzdušnou čarou a ještě o několik desítek metrů kratší vzdálenost je dělí od hranic České republiky a zároveň i od hranice české Chráněné krajinné oblasti Lužické hory.

### Geologie
Skupina skal Kelchsteine je tvořena pískovci, pocházejícími z období křídy, nejmladšího útvaru druhohor.   
Typické zbarvení zdejších skal, přecházející od růžové až po sytě červenou barvu, je způsobeno vyšším obsahem oxidhydroxidů železa v hornině.  Neobvyklý tvar skály v podobě kalicha, respektive skalního hřibu, je výsledkem mnohaletých procesů eroze, působících s různým efektem na rozdílně pevné vrstvy pískovcového sedimentu.  

## Horolezectví
Jádro přírodní památky tvoří jednak mohutnější skalní blok Kelchsteinwächter (v překladu Strážce Kalicha) a dále samostatně stojící, 17 metrů vysoký Kelchstein (Kalich). Kelchstein je nejen jednou z nejznámějších, ale zároveň i nejobtížněji přístupnou lezeckou skálou v Žitavských horách a je považován za symbol horolezectví ve zdejším regionu.
Poprvé se dostali na vrchol Kelchsteinu místní dřevorubci již v roce 1785, avšak jen díky tomu, že jako žebřík jim posloužil pokácený strom, opřený o skály. Také horolezci W. Walter. K. Kunath a  B. Vogler z klubu AKV Dresden, kteří  3. září 1911 dosáhli vrcholu nepřístupného Kelchsteinu, vylezli napřed na nedaleký strom a teprve z něj přeskočili na skálu. Prvovýstup bez technických pomůcek se nakonec  podařil až 26. června 1946 dvojici místních horolezců - malíři a sochaři Siegfriedu Schreiberovi z nedalekého Bertsdorfu a Helmutu Brücknerovi.
Na Kelchsteinu je vyznačeno celkem pět lezeckých cest, dvě stupně obtížnosti VII a tři o obtížnosti VIII UIAA. Na skále platí zákaz používání magnézia a značení nových cest, vzhledem k měkkosti horniny se doporučuje jištění lanem.